# Klasifikacija prema FCI
Međunarodni kinološki savez (Fédération Cynologique Internationale - FCI), najveća međunarodna kinološka krovna udruga postavlja najviše kinološke standarde, brine se o njima i sistematizira po skupinama, odsjecima i podosjecima.

## Klasifikacija prema FCI
Klasifikacija je podijeljena u 10 skupina. Svaka skupina ima svoje odsjeke i pododsjeke.
- Skupina 1: Ovčarski i stočarski psi
  - Odsjek 1: Ovčarski psi
  - Odsjek 2: Stočarski psi
- Skupina 2: Pinčeri i šnauceri, molosi i švicarski pastirski psi
  - Odsjek 1:Pinčeri i šnauceri
    - Pododsjek 1: Pinčeri
    - Pododsjek 2: Šnauceri
    - Pododsjek 3: Nizozemski pinč
    - Pododsjek 4: Crni terijer
- Skupina 3: Terijeri
  - Odsjek 1: Veliki i srednji terijeri
  - Odsjek 2: Mali terijeri
  - Odsjek 3: Bull terijeri
  - Odsjek 4: Patuljasti terijeri
- Skupina 4: Jazavčari
- Skupina 5: Špic i primitivni tip pasa
  - Odsjek 1: Nordijski psi za vuču saonica
  - Odsjek 2: Nordijski lovački psi
  - Odsjek 3: Nordijski psi čuvari
  - Odsjek 4: Europski špicevi
  - Odsjek 5: Azijski špicevi i srodne vrste
  - Odsjek 6: Osnovni tip
  - Odsjek 7: Primitivan tip - lovački psi
  - Odsjek 8: Primitivan tip - lovački psi tipa Ridgeback
- Skupina 6: Psi tragači, goniči i srodne vrste
  - Odsjek 1: Goniči
    - Pododsjek 1: Veliki goniči
    - Pododsjek 2: Goniči srednjeg rasta
    - Pododsjek 3: Goniči malog rasta

  - Odsjek 2: Tragači po krvi
- Skupina 7: Ptičari
  - Odsjek 1: Kontinentalni ptičari
    - Pododsjek 1: Tip brako
    - Pododsjek 2: Tip španijel
    - Pododsjek 3: Tip grifon

  - Odsjek 2: Britanski i Irski seteri
    - Pododsjek 1: Ptičari
- Skupina 8: Retriveri, šunjkavci, psi za vodu
  - Odsjek 1: Retriveri
  - Odsjek 2: Šunjkavci
  - Odsjek 3: Psi za vodu
- Skupina 9: Psi za pratnju i igru
  - Odsjek 1: Bishoni i srodne vrste
    - Pododsjek 1: Bishoni
    - Pododsjek 2: Coton de Tuléar
    - Pododsjek 3: Petit chien lion

  - Odsjek 2: Pudle
  - Odsjek 3: Mali belgijski psi
    - Pododsjek 1: Grifoni
    - Pododsjek 2: Mali barbanson

  - Odsjek 4: Golokoži psi
  - Odsjek 5: Tibetanski psi
  - Odsjek 6: Chihuahua
  - Odsjek 7: Engleski španijeli za igru
  - Odsjek 8: Japanski španijeli i pekinezeri
  - Odsjek 9: Kontinentalni patuljasti španijeli
  - Odsjek 10: Kromfohrländer
  - Odsjek 11: Mali dogoliki psi
- Skupina 10: Hrtovi
  - Odsjek 1: Dugodlaki hrtovi
  - Odsjek 2: Oštrodlaki hrtovi
  - Odsjek 3: Kratkodlaki hrtovi

## Vanjske poveznice
- Nomenklatura rasa - prikaz Međunarodnog kinološkog saveza
- Popis pasmina Međunarodnog kinološkog saveza s podvrstama  Arhivirana inačica izvorne stranice od 21. kolovoza 2010. (Wayback Machine)